# SuperLite 1500シリーズ 魔紀行
『SuperLite 1500シリーズ 魔紀行』（スーパーライフ1500シリーズ まきこう）は、2001年5月24日にサクセスから発売されたプレイステーション用サウンドノベル。『SuperLiteシリーズ』の1作である。

## 概要
作家でありSFホラー映画研究家でもある石田一が原作を担当したゲームソフト。パッケージには「ミステリアスアドベンチャー」と表記されている。
グラフィックは全てCGで、人物はシルエットで表現されている（男性は青、女性はピンク、人間でない者は紫、通行人などエキストラは黄緑）。
選択肢によって、ストーリーはメインシナリオ「桔梗楼編」と、サブシナリオ「如来館編」のどちらかに分岐する。結末は両シナリオとも複数用意されている。
発売当時の広告には、石田が1999年に世に出した小説『斬魔京都変』を原作にしたとの記述がある。また本ソフトの取扱説明書には、「このゲームの為に書きためてきたネタを元に書いた小説が『斬魔京都変』」と明記されている。

## ストーリー
会員制サイト「魔界ジャーナル」。世界各地の心霊スポットを調査し、その詳細な報告を掲載しているこのサイト上で、心霊スポットツアーの参加者募集が行われた。
東京の九頭竜大学オカルト研究会に所属する2人の学生は、顧問の勧めもあって、会員代表としてツアーに参加することになった。新幹線ひかり号に乗り、京都に向かう一行。しかしそこで彼らを待ち構えていたものは…。

## 登場人物
どの人物も、ゲーム中にも取扱説明書にも名前の読み仮名が登場しない。原作では明記されているので、本項ではそちらを表記する。

### 第一回心霊スポットツアー参加者
魔界ジャーナルの募集に応じた者達の中から、それまで熱心に同サイトを訪れていた10人の人間が参加者として選ばれた。
佐原 昭彦（さはら あきひこ）
主人公。19歳。九頭竜大学2年生にして、オカルト研究会副会長。心霊現象は全面的には肯定も否定もしない。
ホラー映画が好きで、運動は苦手。
福本の言動を見る度に「関西人は皆こうなのか」と考えるなど、思考はかなり短絡的。
水野 利佳（みずの りか）
ヒロイン。18歳。九頭竜大学の1年生で、オカルト研究会の紅一点。
明るく素直な性格で、顔も可愛らしく胸も大きいので、会のアイドル的存在となっている。明彦とは、これまで個人的な会話をしたことはなかった。彼を「先輩」または「昭彦さん」と呼ぶ。
京都出身だが幼い頃に父と2人で東京に引っ越したため、故郷のことはまったく知らず、口調に訛りもない。服装は常にTシャツ・Gジャン・デニムのスカート。
小学1年生の時に亡き母の幽霊を見たことがあり、それ以来心霊現象に興味を抱いていた。
原作では、父親がT大学の教授である事が語られている。
蓮田 竜也
30歳。魔界ジャーナルの管理者にしてツアーの企画者。本業は不明。肩にかかるほどの長髪と、肌の白さ以外はまったく特徴のない顔をしている。
常に無表情で感情の混じらない喋り方をするが、その声には深みがある。
原作では「蓮田信一（はすた しんいち）」という名前で、超心理学研究会の会長であり、22歳の4年生。痩身面長の美系でニヒリスト。
ゲームでの「竜也」という名前は、原作にしか登場しない別の人物の名前である。
福本 良次（ふくもと りょうじ）
43歳。大阪出身で、関西弁を喋る。玩具屋を経営。黒縁眼鏡をかけている。髪を手で掻きわける癖がある。
お喋りで他人の台詞にいちいち合いの手を入れるため、明彦からは内心「やかましいオヤジ」と呼ばれているが、険悪な関係の人々に飲み物を奢って場を和ませたり、急場の時にリーダーシップを取ったりと、面倒見は良い。
原作ではサークルの合宿にゲストとして参加したメンバーの1人で、42歳。白川久美を気に入り、しきりに機嫌を取っていた。
近藤 孝雄
25歳。一流商社の営業担当。気さくなスポーツマンで、冷静な思考の持ち主。ホラー映画マニアという一面もある。
原作には登場しないゲームのみのキャラクターである。
竹山 シノブ
58歳。人相占い師。なぜか参加者の中で唯一、説明書に人物紹介が載っていない。関西出身らしい。
体型は小柄で小太り。肌に張りがあり、外見は実年齢より若々しい。
時折、己の意思とは関係なく、他人の考えが「読めてしまう」のだという。タロットカードや水晶玉など、道具を使った占いは偽物だと断言している。
陽気な女性だが、京都に向かう列車内で突然倒れ、謎めいた言葉を口走り始める。
原作では福本同様、ゲストとして合宿に参加したメンバー。
田崎 清三郎（たざき せいざぶろう）
70歳。有名な画家で、歌うような口調で語る知的な老紳士。イギリスの映画俳優ピーター・カッシングに似た容貌をしている。
参加者の中では唯一、別料金を払うことで旅館に1人部屋を予約していた。
原作では合宿のメンバーではなく、彼らとは異なる理由で旅館「桔梗楼」に宿泊していた。物語序盤での主人公的存在で、ジェシカ・ビーチャムという孫娘も登場している。
古月 憲史（ふるつき けんじ）
45歳。女子中高生に人気のオカルト雑誌「ルシファー」の編集長で、取材のためにツアーに参加した。銀縁の眼鏡をかけている。
仕事柄オカルトには詳しく、怪奇スポットを訪れるたびにそこにまつわる薀蓄を語るが、彼自身はオカルトの存在をまったく信じておらず、必ず否定的な結論を付ける。基本的に冷静だが、かなりの皮肉屋。
原作ではサークルのメンバーであり、蓮田同様4年生。年齢は21。
黒田 俊幸（くろだ としゆき）
22歳のフリーター。常に猫背で、移動中は無言でノートパソコンを叩き続ける。
また各怪奇スポットでは、1人デジタルカメラで写真ばかり撮っており、他のメンバーからも「暗い」と敬遠されていた。
モゴモゴとした口調だが、話しかけられれば一応返事はする。一人称は「僕」。
原作ではサークルのメンバーであり、18歳の1年生。一人称は「おれ」である。
白川 久美（しらかわ くみ）
18歳。CGデザインの専門学校に通っている。オカルト好きという趣味が元で友人となった陽子に誘われ、ツアーに参加した。
髪は長く、長身で細身。体型に似合わぬ巨乳を持ったセクシー美人。
原作ではアニメーター専門学校の生徒で、19歳。蓮田が陽子と共にピックアップし合宿に参加させた。特撮SF映画ファン。
松本 陽子（まつもと ようこ）
18歳。久美の学校の友人。小柄だが、はち切れそうな体型をしている。
原作では久美の学校の後輩。

### その他の登場人物
長谷川 孝（はせがわ たかし）
数年前から九頭竜大学に勤務している考古学の非常勤講師。オカルト研究会を発足し、その顧問に納まっている。
ダルマのような体型をしており、ゲームと酒を自分の命と称している。明彦と利佳をツアー参加者に推した。
原作では常勤講師で、自分の講義の受講者である利佳を執拗にサークルに勧誘した。合宿には所用により参加していない。
田中
オカルト研究会のメンバー。物語冒頭、スポットツアーの企画を発見する。シルエットではメガネをかけている。カマキリの様な風貌をしているらしい。
原作では「田中政文（たなか まさふみ）」という名前で、20歳の3年生。サークルのマネージャーを務めており、ゲームと違って合宿に参加している。自称「精力絶倫」。
深見 友子（ふかみ ともこ）
桔梗楼編に登場。旅館の仲居。
友子の母
桔梗楼編に登場。友子の母親であり仲居頭。
本名はゲーム中では語られないが、原作では「深見サキ」という名前である。
上鳥（うえとり）
桔梗楼編に登場。桔梗楼の宿泊客で、がっしりした体格の男性。
外見は友子曰く50歳くらいで、のっぺりとした魚の様な顔付きをしている。
利佳の母親の旧姓と同じ名字である。
謎の老婆
桔梗楼編に登場。上鳥と2人で桔梗楼に宿泊しているという小柄な老婆。

## スタッフ
- シナリオ：石田一
- 企画・構成・脚色：赤城幸村（㈲ビリケンソフト）
- 進行：吉川昇（㈱サクセス）
- プログラム：藤原宏行（㈲ビリケンソフト）
- グラフィック：真鍋貴光（㈲ビリケンソフト）、柳本雄樹（㈲ビリケンソフト）
- サウンド：村田尚司
- DTP：福田誠弘（㈱サクセス）

## 評価
ゲーム誌『ファミ通』の「クロスレビュー」では合計24点（満40点）になっている。